# T25 (міноносець)
T25 (нім. T 25) — військовий корабель, міноносець типу 1939 Кріґсмаріне за часів Другої світової війни.
Міноносець T25 закладений 30 листопада 1940 року на верфі заводу Schichau-Werke в Ельблонзі, 1 грудня 1941 року спущений на воду, а 12 листопада 1942 року корабель уведений до складу військово-морських сил Третього Рейху. T25 брав участь у бойових діях в атлантичних водах, біля берегів Франції. Протягом року забезпечував прикриття проривачам блокади, які рушили Біскайською затокою до та з портів окупованої Франції.
28 грудня 1943 року брав участь у морському бою в Біскайській затоці між британськими та німецькими кораблями, в якому британські крейсери «Ентерпрайз» і «Глазго» потопили німецькі есмінець Z27 і міноносці T25 та T26.

## Історія служби
Після введення до строю та завершення до червня 1943 року повного циклу випробувань T25 разом з однотипним T24 вирушили до Західної Франції через Ла-Манш. Вранці 5 липня кораблі були безуспішно атаковані трьома голландськими моторними торпедними човнами та обстріляні британською береговою артилерією. Після досягнення гавані Булонь 6 липня вони були атаковані винищувачами «Тайфун», які не здобули результатів.
Незабаром після опівночі 7 липня човни відпливли до Гавра, куди вони прибули, не зазнавши нападу. У ніч з 9 на 10 липня під час переходу між Сен-Мало та Брестом вони отримали завдання забезпечити далеке прикриття конвою, який супроводжували п'ять тральщиків біля Уессана. Конвой був атакований британськими есмінцями «Мелбрейк», «Венслідейл» і норвезьким «Глейсдейл», які потопили один із тральщиків і пошкодили інший до того, як T24 і T25 змогли прибути на допомогу. Німецькі міноносці сильно пошкодили «Мелбрейк» перед тим, як кораблі союзників вийшли з бою. Зараз приписані до 4-ї флотилії міноносців, кораблі отримали завдання допомагати супроводжувати підводні човни через затоку. 2 серпня T24, T25 та T22, відповівши на сигнал лиха з іншого підводного човна, врятували вцілілих з підводного човна U-106. З 29 по 31 серпня ті ж три міноносці супроводжували японський підводний човен I-8 через затоку до Лор'яна.
22 жовтня 4-та флотилія, яка тепер складалася з Т25, T22, T23, T26 і T27, вийшла з Бреста, щоб забезпечити прикриття ненавантаженого проривача блокади «Мюнстерланд» та його близького ескорту з 2-ї мінно-тральної флотилії, коли вони пливли вгору по Ла-Маншу. Британці знали про «Мюнстерланд» і спробували перехопити його в ніч на 23 число силами, що складалися з легкого крейсера «Карібдіс», есмінців «Гренвілль», «Рокет» та ескортних міноносців типу «Хант»: «Лімбурн», «Венслейдейл», «Стівенстоун» та «Телібон». Гідрофони Т22 виявили британські кораблі біля острова Сет-Іль о 00:25, і корветтен-капітан Франца Коглафа маневрував своєю флотилією, щоб перехопити їх до того, як вони встигли атакувати «Мюнстерланд». «Лімборн» перехопив радіопередачі противника близько 01:20, коли німецькі кораблі розверталися, і попередив інші британські кораблі. О 01:36 радар «Карібдіс» виявив німецькі міноносці на відстані 8100 ярдів (7400 м), і випустив освітлювальні ракети в безуспішній спробі виявити їх візуально. Приблизно в цей час Т23 помітив силует «Карібдіса» на тлі світлішого горизонту, і Коглаф наказав кожному кораблі здійснити залп усіма наявними торпедами. Дві з них влучили в британський крейсер, який невдовзі затонув, а ще одна підірвала носову частину «Лімбурна», який пізніше довелося затопити. Жодна з цих торпед не була випущена Т25, оскільки його погано навчений офіцер-торпедист невчасно зреагував. Втрата флагмана призвела британців у сум'яття, оскільки до атаки вони не скоординували свої дії й німецькі міноносці змогли організовано відступити з поля бою до того, як старший британський капітан, що вижив, зрозумів, що він командує угрупованням кораблів.
24–26 грудня 1943 року T25 входив до кораблів ескорту судна MV Osorno (6951 GRT), що проривало блокаду й рушило через Біскайську затоку. Інший проривач блокади, рефрижераторне вантажне судно MV Alsterufer вантажопідйомністю 2729 брт, слідував за Osorno кілька днів, а чотири есмінці 8-ї флотилії і шість міноносців 4-ї флотилії відпливли 27 грудня, щоб супроводжувати його через затоку. Союзники, завдяки розшифровці «Ультра», знали про плани противника щодо прориву блокади та розмістили крейсери та літаки в Західній Атлантиці, щоб перехопити їх під час операції «Стоунвол». Важкий бомбардувальник Consolidated B-24 Liberator 311-ї ескадрильї Королівських ПС потопив Alsterufer пізніше того дня.
Але, німецькі кораблі до наступного дня не знали про затоплення й продовжили рух до місця рандеву. Вранці 28 грудня вони були помічені американським бомбардувальником «Ліберейтор», і британські легкі крейсери «Глазго» та «Ентерпрайз», вирушили їм на перехоплення. До цього часу погода значно погіршилася. Використовуючи свій радар, «Глазго» першим відкрив вогонь о 13:46 з відстані 19 600 метрів (21 400 ярдів), а «Ентерпрайз» — почав вести вогонь вслід за ним за кілька хвилин. Приблизно в той час німецькі есмінці почали стріляти у відповідь з гармат і торпед; всі останні промахнулися, і лишень о 14:05 сталося одне влучення торпеди в «Глазго». Капітан-цур-зее Ганс Ердменгер, командир 8-ї флотилії, вирішив розділити свої сили і наказав Z23, Z27, T22, T25 і T26 повернути на північ о 14:18. Крейсери переслідували північну групу і потопили Z27, T25 і T26. Решта німецьких кораблів, що входила до південної групи, змогла успішно відірватися від переслідувачів.